# Лабина Митевска
Лабина Митевска (1975. године, Скопље) је македонска филмска глумица.

## Биографија
Рођена је 11. октобра 1975. године у Скопљу, где завршава основну и средњу школу. По завршеној средњој школи, уписала је школу уметности и археологију на Универзитету „Светог Ћирила и Методија“ у Скопљу.
Као добитник стипендије европске филмске уметности, уписала је и завршилаколеџ у Данској. Завршила је Универзитет историје уметности у Аризони у Сједињеним Америчким државама.
Ууглавном је глумила у сарадњи са продукцијском кућом „Вардар Филм“ из Скопља. Глумила је у многим филмским остварењима македонске продукције. Наступала је и у европским земљама на различтим језицима. Основач је продукциске куће „Сестре и брат Митевски“. Продукциска кућа позната је по филмовима „Контакт“ и „Како сам убио светца“.

## Каријера
Каријеру је почела у познатом македонском филму „Пре кише“ снимњеном 1994. године у коме је играла улогу - Замире, Албанке.
Други филм у којем да учествовала био је „Као у облаку“. Играла је споредну улогу у филму „Добро дошли у Сарајево“ . Гилм је снимњем 1996. у режију Мајкла Витерботома (енгл. Michael Winterbottom) и филму „Волим те“ 1998. године, истог режисера.
Главну улогу добила је 2000. године у чешком филму „Лонерс“.
Глумила је и у филму „Штета Балкан Експрес је већ коришћен“ који је режирала њена сестра - Теона Митевска.

## Филмографија
- „Пре кише“ - улога Замире (1994)
- „Лебдети испод облака“ (1995)
- „Добро дошли у Сарајево“ - улога Софије (1996)
- „Волим те“ - улога луде (1998)
- „Уска повезаност“ - улога Ћане (2000)
- „Самотњаци“ - улога Весне (2000)
- „Бег“ - улога Иве (2002)
- „Како сам убио Саинта“ - улога Виоле (2004)
- „Бубачки“ (2004)
- „Нема проблема“ - улога Сање (2004)
- „Контакт“ - улога Жане (2005)
- „Тајна књига“ - улога Лидије (2006)
- „Дете рата“ - улога Сенаде (2006)
- „Ја сам из Титовог Велеса“ - улога Афродите (2007)
- „Л ... Љубазно мачка“ - улога Маје (2007)
- „Превртљива“ - улога жене у белом (2007)
- „Офсајд“ - улога Милене (2009)
- „7 авли“ - улога Селме (2009)
- „9:06“ - улога Милене (2009)
- „Цене песка“ - улога Јоване (2010)
- „Жена која брише сузе“ - улога Ајсуне (2012)